# Žan Ojdanić
Žan Ojdanić (1971. március 7.  – Sinj, 2016. április 2.) horvát kispályás labdarúgó, ejtőernyős, a Hajduk Split hírhedt szurkolói csoportjának, a Torcidának az emblematikus figurája.

## Élete
Žan Ojdanić 1971. március 7-én született. Tízévesen a Velo misto,  később a "Kruva i rada!" és a "Morija mori" horvát televíziós sorozatokban játszott. 14-15 éves korában a Bačvicében található öbölben hajtott végre több ejtőernyős ugrást, egy ízben nyolc láb magasságból. Élete során több mint száz ugrása volt.
Tagja volt a Hajduk Split szurkolói csoportjának, a Torcidának, amelynek egy időben a vezetője is ő volt. 1991-ben, a horvátországi háború idején csatlakozott a horvát Nemzeti Gárdához, majd Németországban élt 2007-ig.
2016. április 2-án egy ejtőernyős balesetben vesztette életét.